# اندلس
اَندَلُس (به اسپانیایی: Andalucía) یکی از ۱۷ بخش خودمختار کشور اسپانیا است. پایتخت آن شهر سویا است.
بازمانده‌های فراوانی از معماری موری (مراکشی) در اندلس به‌جا مانده‌است، زیرا این منطقه واپسین دژ مقاومت موروها پیش از بازپس‌گیری این سامان از سوی پادشاهان کاتولیک بود، که در سال ۱۴۹۲ تکمیل گشت.
نامدارترین این آثار کاخ الحمراء در گرانادا (غرناطه)، مزکوئیتا در کوردوبا (قرطبه)، برج‌های توره دل اورو و خیرالدا در سویل است. از آثار باستانی مهم آن می‌توان به مدینة الزهراء در نزدیکی کوردوبا اشاره کرد.

## تاریخ
سال ۷۱۱ میلادی سپاهیان مسلمانان به رهبری طارق بن زیاد از طرف موسی بن نصیر، حاکم اموی افریقیه از تنگه عبور کرده و شروع به تصرف این منطقه نمودند. پس از کسب یک پیروزی قاطع توسط طارق در مقابل رودریگو، پادشاه ویزیگوت‌ها، با اضمحلال پادشاهی ویزیگوت، شهرهای منطقه یکی پس از دیگری به سلطه مسلمانان درآمد. به این ترتیب اندلس در وابستگی به افریقیه و به عنوان یکی از استان‌های خلافت اموی شکل گرفت. پس از سقوط خلافت اموی، عبدالرحمن داخل در سال ۷۵۶ میلادی خود را به اندلس رساند و امارت مستقل اموی اندلس را به پایتختی قرطبه تشکیل داد. در این دوران حاکمیت مسلمانان بر شبه‌جزیره ایبری تحکیم و اسلامی‌سازی و عربی‌سازی آغاز شد. سال ۹۲۹ میلادی عبدالرحمان سوم در مقابل خلافت فاطمی خود را خلیفه خواند و خلافت اموی قرطبه را ایجاد کرد. مسلمانان در مجموع به مدت ۷۸۱ سال (تا ۱۴۹۲ میلادی) بر این ناحیه حکومت کردند. در این دوران تاریخ‌نگاری مسلمانان در اندلس رشد چشمگیری یافت که اوج آن توسط خاندان رازی است.
ابداعات علمی و فرهنگی عالمانِ اندلسی بر رشد فرهنگی و صنعتی ملل مغرب‌زمین تأثیر غیرقابل انکاری داشته‌است؛ چنان‌که نهضت ترجمه علمی اروپا از اندلس آغاز شد. هرچند با سیطره اسپانیایی‌ها بر اندلس و برقراری دادگاه‌های تفتیش عقاید کلیسای کاتولیک اسپانیای آن دوران در شهر غرناطه یا همان گرانادا، رونق علوم و فنون اسلامی در اندلس از میان رفت.

## تقسیمات
این بخش از هشت استان تشکیل شده‌است که عبارتند از:
- استان سویل
- استان گرانادا
- استان کوردوبا
- استان کادیس
- استان مالاگا
- استان اوئلوا
- استان خائن
- استان آلمریا

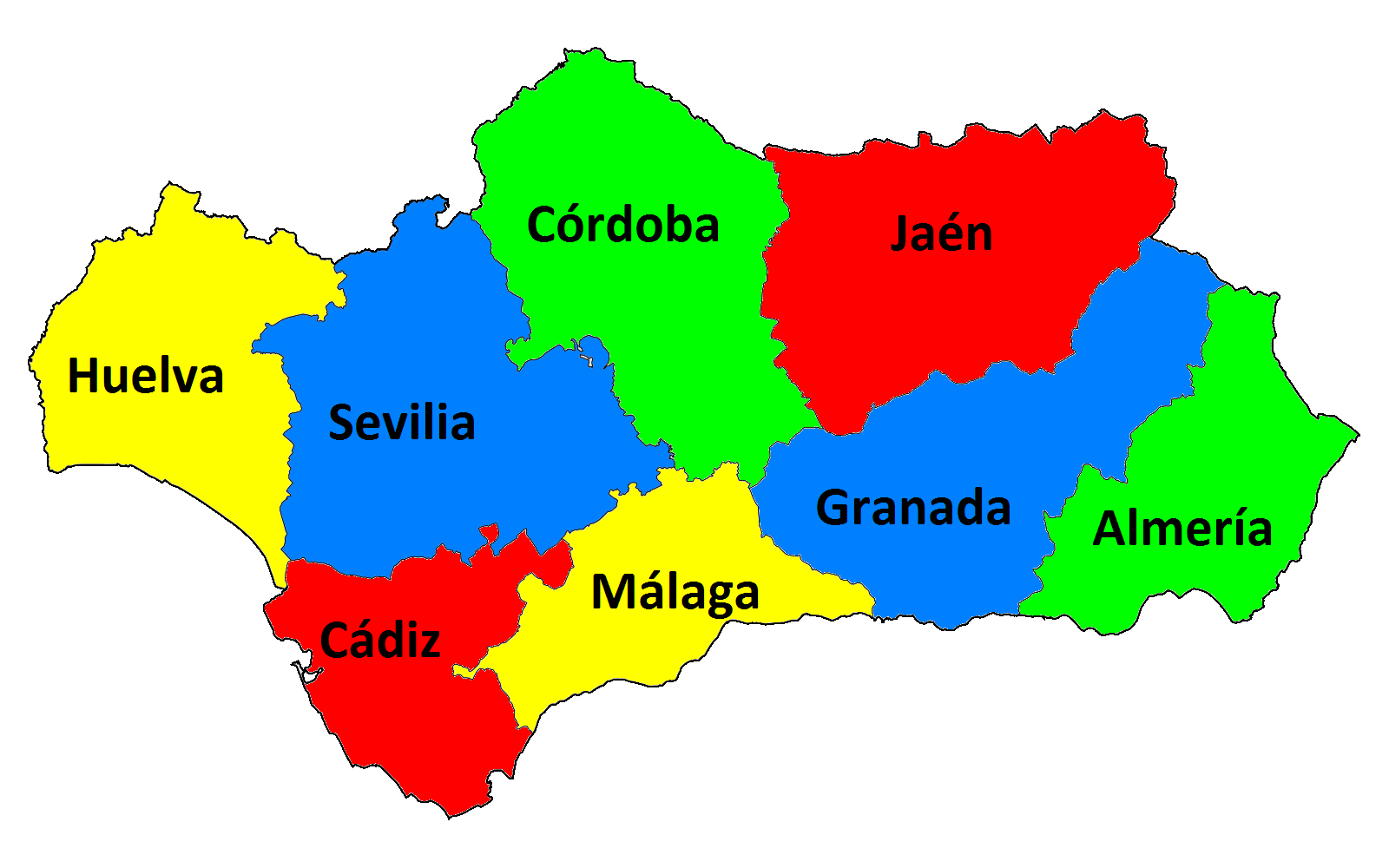

شهرهای اصلی اندلس (از غرب به شرق) عبارت‌اند از:
- اوئلوا
- سویل
- کادیس
- مالاگا
- کوردوبا
- خائن
- گرانادا
- آلمریا

دیگر شهرهای اندلس عبارت‌اند از:
- آلخسیراس، کادیز
- خرز، کادیس
- ماربیّا، مالاگا
- دوس هرماناس، سویل
- آنتکوئرا، مالاگا

در فارسی برخی از صورت‌های عربی جاینام‌های اندلس نیز رواج داشته‌اند، همچون غرناطه (گرانادا)، قادص (کادیس) و قرطبه (کوردوبا).
مغام شهری در اندلس است که آن را مغامة نیز گویند و در آن معدن گل سرشوی است و از آنجا به سایر شهرهای مغرب برند.

## نگارخانه

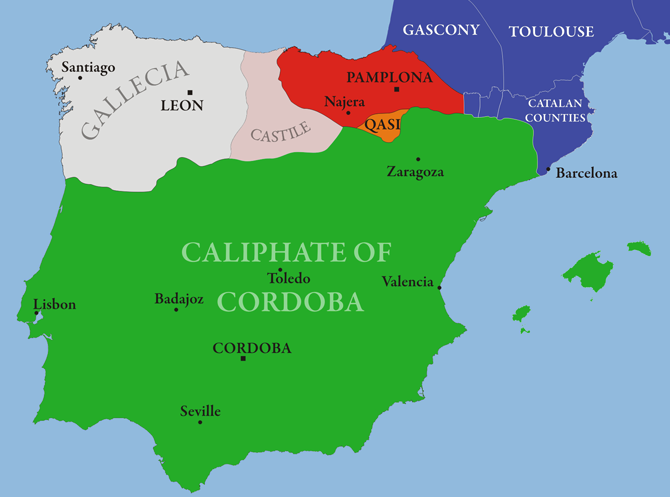
قلمرو خلیفه کوردوبا در سال ۱۰۰۰ میلادی
منطقه اندلس بر روی نقشه اسپانیا

## فرهنگ
اندلس خاستگاه موسیقی فلامنکو است.
- یحیی بن عمر اندلسی